# Дейвид Бел (футболист)
Вижте пояснителната страница за други личности с името Дейвид Бел.
Дейвид Бел (на английски: David Bell) е ирландски футболист, роден в Англия. Той е офанзивен полузащитник, който може да играе в средата и по двата фланга.
Преминава през различни отбори преди да подпише с Ковънтри Сити за сума от около 0.5 млн. паунда.